# هيرو ماتسوشيتا
هيرو ماتسوشيتا (باليابانية: ヒロ松下؛ بالكانا: ヒロまつした) هو سائق سباق وشخصية أعمال ياباني، ولد في 14 مارس 1961 في كوبه في اليابان.

## روابط خارجية
- هيرو ماتسوشيتا على موقع Racing-Reference.info (الإنجليزية)
- هيرو ماتسوشيتا على موقع DriverDB.com (الإنجليزية)